# Leszek Waliszewski
Leszek Zygmunt Waliszewski (ur. 30 marca 1953 w Gdańsku) – polski inżynier, przedsiębiorca i menedżer, na początku lat 80. związkowiec, działacz opozycji demokratycznej w okresie PRL.

## Życiorys
Z wykształcenia elektronik i informatyk, w 1976 ukończył studia na Politechnice Gdańskiej. W tym samym roku został zatrudniony w Fabryce Samochodów Małolitrażowych w Tychach. W sierpniu 1980 uczestniczył w proteście w swoim zakładzie pracy, we wrześniu tegoż roku wstąpił do „Solidarności”. Był przewodniczącym Fabrycznej Komisji Założycielskiej i MKZ Tychy, a także delegatem na pierwszy Krajowy Zjazd Delegatów w Gdańsku. W lipcu 1981 objął funkcję przewodniczącego zarządu Regionu Śląsko-Dąbrowskiego, najliczniejszego wówczas regionu związku. Wszedł w skład prezydium Komisji Krajowej NSZZ „S”.
Po wprowadzeniu stanu wojennego internowany 13 grudnia 1981, zwolniony 23 grudnia 1982. W 1983 wyemigrował najpierw do Niemiec, następnie, jeszcze w tym samym roku, do Stanów Zjednoczonych. Przez dwa lata pracował jako informatyk w gazecie „News and Observer”, następnie został zatrudniony w koncernie General Motors. W 1994 powrócił do Polski. Pracował na kierowniczych stanowiskach w oddziałach Delphi Corporation, od 2002 jako dyrektor operacyjny na Europę Północną. W latach 2004–2006 współwłaściciel przedsiębiorstwa Borg Automotive produkującego alternatory i rozruszniki, od 2006 udziałowiec w Fabryce Amortyzatorów w Krośnie.
W 2014, za wybitny wkład w rozwój polskiej przedsiębiorczości, za zasługi w działalności społecznej, odznaczony Krzyżem Kawalerskim Orderu Odrodzenia Polski. W 2002 otrzymał Złoty Krzyż Zasługi, a w 2014 Krzyż Wolności i Solidarności.